# Randwick City
Koordinaten: 33° 55′ S, 151° 15′ O

Randwick City ist ein lokales Verwaltungsgebiet (LGA) im australischen Bundesstaat New South Wales. Randwick gehört zur Metropole Sydney, der Hauptstadt von New South Wales. Das Gebiet ist 36,33 km² groß und hat etwa 134.000 Einwohner.
Randwick liegt an der Pazifikküste in der Inner City von Sydney und grenzt im Nordwesten an das Stadtzentrum. Das Gebiet beinhaltet 15 Stadtteile: Chifley, Clovelly, Coogee, South Coogee, Kensington, Kingsford, La Perouse, Little Bay, Malabar, Maroubra, Matraville, Phillip Bay, Port Botany, Randwick und der größte Teil von Centennial Park. Der Verwaltungssitz des Councils befindet sich im Stadtteil Randwick im Norden der LGA.

## Verwaltung
Der Randwick City Council hat 15 Mitglieder, die von den Bewohnern der fünf Wards gewählt werden (je drei aus Central, East, North, South und West Ward). Diese fünf Bezirke sind unabhängig von den Ortschaften festgelegt. Aus dem Kreis der Councillor rekrutiert sich auch der Mayor (Bürgermeister) des Councils.